# Эхтияри, Эсфандияр
Эсфандияр Эхтияри (перс. اسفندیار اختیاری‎, Йезд, 1966 г. р.) — представитель зороастрийской общины в парламенте Ирана. Уроженец города Йезд. Победил на выборах в депутаты от зороастрийцев в 2008 году. Доктор технических наук, специалист в области текстильных технологий, сотрудник Технологического университета Амиркабира (Тегеранский политехнический университет).